# Michaele Schreyer
Michaele Schreyer (Colonia, 9 agosto 1951) è una politica tedesca.
È stata commissario europeo.

## Formazione e carriera accademica
Schreyer studiò economia e sociologia all'Università di Colonia dal 1970 al 1976. Dal 1977 fu assistente di ricerca all'Istituto di finanza pubblica e di politica sociale dell'università libera di Berlino. Nel 1983 conseguì un dottorato in scienze politiche con una tesi sulla ripartizione delle competenze tra lo stato federale e i Länder.
Dal 1983 al 1987 Schreyer lavorò come consigliere del gruppo parlamentare al Bundestag de I Verdi, partito di cui è membro. Dal 1987 al 1988 fu ricercatrice all'Istituto di ricerca economica di Monaco di Baviera.
Nel 1996 è diventata professoressa associata all'università libera di Berlino e attualmente vi insegna scienze politiche. Insegna anche alla School of Governance Hertie a Berlino e al Centro per gli studi sull'integrazione europea di Bonn.

## Carriera politica

### Carriera a livello regionale
Nel 1989 Schreyer venne nominata senatrice (ovvero ministro del Land) per lo sviluppo urbano e la tutela dell'ambiente nel governo di Berlino Ovest guidato da Walter Momper. Schreyer mantenne l'incarico anche dopo la riunificazione della Germania, ma poche settimane dopo Alleanza 90/I Verdi scelse di uscire dalla coalizione di governo.
Nel 1991 Schreyer venne eletta deputato al parlamento regionale di Berlino. Fece parte dell'ufficio di presidenza del parlamento. Venne rieletta nel 1995; dal 1995 al 1997 presiedette la sottocommissione parlamentare per i finanziamenti all'edilizia pubblica e nel 1998 venne eletta presidente del gruppo parlamentare di Alleanza 90/I Verdi.

### Carriera a livello europeo
Nel 1999 il governo Schröder indicò Schreyer come una dei due membri tedeschi della nuova Commissione europea. Schreyer fece così parte della Commissione Prodi dal 1999 al 2004, svolgendo l'incarico di commissario europeo per il bilancio. Fu il primo commissario europeo verde.

## Ritiro dalla vita politica
Dopo la fine del mandato Schreyer si è ritirata dalla vita politica. Attualmente è vicepresidente del movimento europeo tedesco, membro del consiglio direttivo della Fondazione Heinrich Böll, membro del consiglio dell'Università europea Viadrina di Francoforte sull'Oder e dell'università Georg-August di Gottinga.